# ناحیه الدین، شهرستان فری‌بورن، مینه‌سوتا
شهرستان الدین، بخش فری‌بورن، مینیسوتا (به انگلیسی: Alden Township, Freeborn County, Minnesota) یک منطقهٔ مسکونی در ایالات متحده آمریکا است که در مینه‌سوتا واقع شده‌است.

## خصوصیات
شهرستان الدین ۹۱٫۶ کیلومترمربع مساحت و ۳۳۸ نفر جمعیت دارد و ۳۸۴ متر بالاتر از سطح دریا واقع شده‌است.